# Fútbol en los Juegos Bolivarianos de 2013
El fútbol en los Bolivarianos de Trujillo 2013 compuesto con dos torneos, uno masculino y otro femenino, se disputó entre el  17 y el 25 de noviembre de 2013.
El torneo se disputó en la categoría Sub-18 Masculino y en Femenino Sub-20.

## Sedes
| Chiclayo         | Trujillo                           |
| ---------------- | ---------------------------------- |
| Colegio San José | Estadio Mansiche Capacidad: 25.036 |
|                  |                                    |

## Medallero
| Núm. | País      | Oro | Plata | Bronce | Total |
| ---- | --------- | --- | ----- | ------ | ----- |
| 1    | Colombia  | 2   | 0     | 0      | 2     |
| 2    | Ecuador   | 0   | 1     | 0      | 1     |
| 2    | Venezuela | 0   | 1     | 0      | 1     |
| 3    | Bolivia   | 0   | 0     | 1      | 1     |
| 3    | Perú      | 0   | 0     | 1      | 1     |

## Equipos participantes

### Torneo masculino
| Equipos participantes | Equipos participantes | Equipos participantes |
| --------------------- | --------------------- | --------------------- |
| Colombia              | Bolivia               | Ecuador               |
| Guatemala             | Perú                  | Venezuela             |

### Torneo femenino
| Equipos participantes | Equipos participantes | Equipos participantes | Equipos participantes |
| --------------------- | --------------------- | --------------------- | --------------------- |
| Bolivia               | Chile                 | Colombia              | Ecuador               |
| Guatemala             | Perú                  | República Dominicana  | Venezuela             |